# Ted Sieger
Ted Sieger (Coquimbo, 18 maggio 1958) è un illustratore, regista e scrittore svizzero, famoso soprattutto per la serie animata Ted Sieger's Wildlife (trasmessa in Italia durante il programma televisivo Melevisione) e la serie animata Molly Monster.

## Biografia
Nel 2007 è stato premiato con la Menzione Speciale della Giuria al 5º Festival of European Animated Feature Films and TV Specials insieme a Michael Ekblad per il loro lavoro sul cortometraggio d'animazione The Fourth King

## Filmografia
- Schneckenmensch (1986)
- Walddebatte (1990)
- Jean-Claude des Alpes - cortometraggio (1991)
- Talk To Me - cortometraggio (1991)
- Sheep - cortometraggio (1993)
- Ted Sieger's Wildlife (1999)
- Fast ein Gebet (2002)
- The Little Monsterette (2005)
- The Fourth King, co-regia di Michael Ekbladh - cortometraggio (2006)
- Ted Sieger's Molly Monster - serie televisiva, 52 episodi (2009)
- Molly und das Weihnachtsmonster (2010)
- The Smortlybacks  - cortometraggio (2013)
- Molly Monster - Il film (2016)[2][3]